# لوديفين فارنون
لوديفين فارنون (بالفرنسية: Ludivine Furnon)‏ هي لاعبة جمباز فني فرنسية ولدت في يوم 4 أكتوبر 1980 في مدينة نيم. أبرز إنجازاتها هو فوزها بالميدالية البرونزية في بطولة العالم 1995 في مدينة ساباي في اليابان في مسابقة الاداء الأرضي.